# Прокудін Олександр Сергійович
Олександр Сергійович Прокудін (нар. 22 липня 1983, Миколаїв, УРСР) — український державний службовець. Голова Херсонської ОДА з 7 лютого 2023 року.

## Життєпис
З 2000 — служба в органах внутрішніх справ. Працював в слідчому та кадровому підрозділах. Очолював Управління кадрового забезпечення УМВС України в Херсонській області.
З листопада 2015 — заступник начальника Головного управління Національної поліції в Херсонській області.
З 2020 року є керівником громадської організації “Херсонська обласна організація фізкультурно-спортивного товариства "Динамо" України".
Начальник ГУНП в Херсонській області (з вересня 2019 до 12 лютого 2023).
Начальник Департаменту Національної поліції України (з лютого 2022 до 7 лютого 2023).
Начальник Херсонської обласної військової адміністрації з 7 лютого 2023 року.
Кандидат юридичних наук.
На Прокудіна було скоєно кілька замахів. Щонайменше другий з них стався в квітні 2024 року, коли було затримано херсонця, завербованого росіянами. Він під виглядом таксиста слідкував за Прокудіним і передавав росіянам дані про його переміщення.